# Christian Bollmann
Christian Bollmann (Braunschweig, 3 maggio 1989) è un giocatore di football americano tedesco che milita nel ruolo di wide receiver nei New Yorker Lions.

## Palmarès
- 1 Europeo (2010)